# Préfixes de sélection d'opérateur téléphonique en Belgique
En Belgique, les utilisateurs d'un téléphone fixe peuvent choisir l'opérateur téléphonique à utiliser pour chaque appel. Pour ce faire, l'utilisateur compose un préfixe de 4 chiffres avant le numéro à appeler. Pour que ce service soit disponible, la ligne de téléphone fixe doit faire l'objet d'un contrat avec l'opérateur choisi.
Ce service est indépendant de l'opérateur pré-sélectionné. Par exemple, si l'opérateur par défaut est Belgacom, et que l'utilisateur veut utiliser Belgian Telecom, il composera 1616 suivi du numéro désiré. Inversement, si l'opérateur par défaut est Belgian Telecom, et que l'utilisateur veut utiliser Belgacom, il composera 1551 suivi du numéro désiré.

## Préfixes
Cette liste est incomplète.
| Prefix | Provider                         |
| ------ | -------------------------------- |
| 1510   | Toledo Telecom                   |
| 1515   | Telenet                          |
| 1522   | Orange Business Belgium          |
| 1525   | Scarlet Business                 |
| 1551   | Proximus (anciennement Belgacom) |
| 1555   | BT                               |
| 1566   | Verizon Business                 |
| 1588   | Scarlet Business                 |
| 1595   | Orange (anciennement Mobistar)   |
| 1599   | Proximus (anciennement Belgacom) |
| 1602   | T2 Belgium                       |
| 1611   | T2 Belgium                       |
| 1616   | Colt Telecom                     |
| 1636   | TalkTalk Direct Limited          |
| 1661   | Telenet                          |
| 1665   | Verizon Business                 |
| 1666   | Verizon Business                 |